# ناوه (زمین‌شناسی)

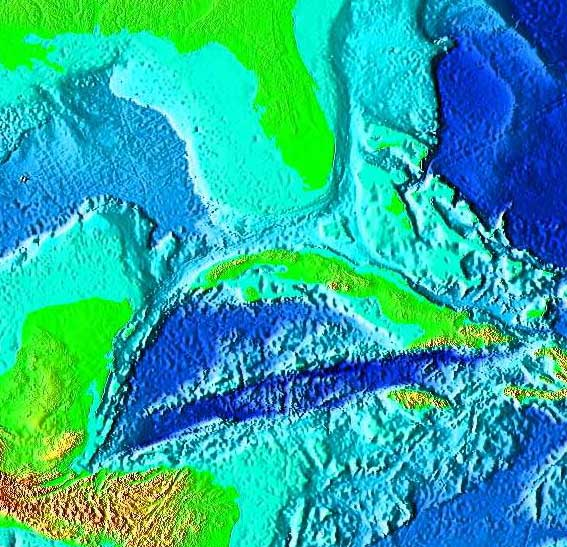
تصویر ماهواره‌ای از ناوه کیمن

ناوه (انگلیسی: Trough) در زمین‌شناسی به فرورفتگی یا چاله ساختاری خطی گفته می‌شود که در فاصله‌ای طولانی گسترده شده و از درازگودال کم‌شیب‌تر است.
ناوه ممکن است یک حوضه ساختاری باریک یا یک کافت زمین‌شناختی باشد که اغلب در لبه صفحه زمین‌ساختی تشکیل می‌شود.
ناوه‌های اقیانوسی متعددی وجود دارند که در زیر اقیانوس‌ها یافت می‌شوند، مانند ناوه کیمن، ناوه نانکایی و ناوه تیمور.